# Osprynchotus gigas
Osprynchotus gigas là một loài tò vò trong họ Ichneumonidae.